# Relações entre Azerbaijão e Geórgia
As relações entre Azerbaijão e Geórgia referem-se às relações externas entre a República do Azerbaijão e a República da Geórgia. O Azerbaijão tem uma embaixada em Tbilisi, enquanto a Geórgia tem uma embaixada em Baku. Ambos os países são ex-repúblicas da União Soviética e são membros de pleno direito do Conselho da Europa, da Organização para a Segurança e Cooperação na Europa (OSCE) e da Organização de Cooperação Económica do Mar Negro (OCEMN). Os dois países estão entre os membros fundadores do GUAM.
Sobre as relações entre as duas nações, o ex-presidente georgiano Mikheil Saakashvili declarou que "quem se opõe ao Azerbaijão é um inimigo da Geórgia".
Há cerca de 284 761 azeris na Geórgia. Eles são a maior minoria no país, compreendendo 6,5% da população da Geórgia, principalmente em Baixa Ibéria, Caquécia, Ibéria Interior e Misqueta-Montanhas. Há também uma grande comunidade azeri na capital georgiana, Tbilisi. A minoria georgiana no Azerbaijão é menos considerável e lá são conhecidos como Ingiloy.

## História
Geórgia e Azerbaijão têm mantido relações cordiais desde o primeiro estabelecimento de suas repúblicas independentes, em 1918. Em 16 de junho de 1919, a República Democrática do Azerbaijão e a República Democrática da Geórgia assinaram um primeiro tratado de defesa contra as tropas brancas do general Anton Ivanovich Denikin do Movimento Branco, que estavam ameaçando iniciar uma ofensiva em suas fronteiras. Apesar da disputa territorial sobre Zaqatala e as preocupações da Geórgia sobre a veracidade do apoio do Azerbaijão, os dois países mantiveram relações pacíficas nos anos caóticos da Guerra Civil Russa. Quando o Azerbaijão foi ocupado pelas forças bolcheviques em abril de 1920, vários membros da elite política do Azerbaijão mudaram-se para a Geórgia, que também foi dominada pelos soviéticos em 1921. Ambos os estados tornaram-se repúblicas da União das Repúblicas Socialistas Soviéticas em 1922 e mantiveram boas relações durante todo este tempo.
Em 1991, tanto o Azerbaijão quanto a Geórgia reconquistaram suas independências da União Soviética. Os laços diplomáticas entre ambos foram estabelecidos em 18 de novembro de 1992. Em um esforço para equilibrar os interesses regionais, em 10 de outubro de 1997, o Azerbaijão e a Geórgia tornaram-se dois dos quatro membros fundadores da Organização GUAM - Organização para a Democracia e o Desenvolvimento Econômico. Os países amplamente cooperaram entre si no desenvolvimento de energia regional, transporte e projetos de parceria econômica, tais como o Oleoduto de Bacu-Tiblíssi-Ceyhan, a Ferrovia Bacu–Tiblíssi–Carse, o TRACECA e a Organização de Cooperação Econômica do Mar Negro.